# Starship

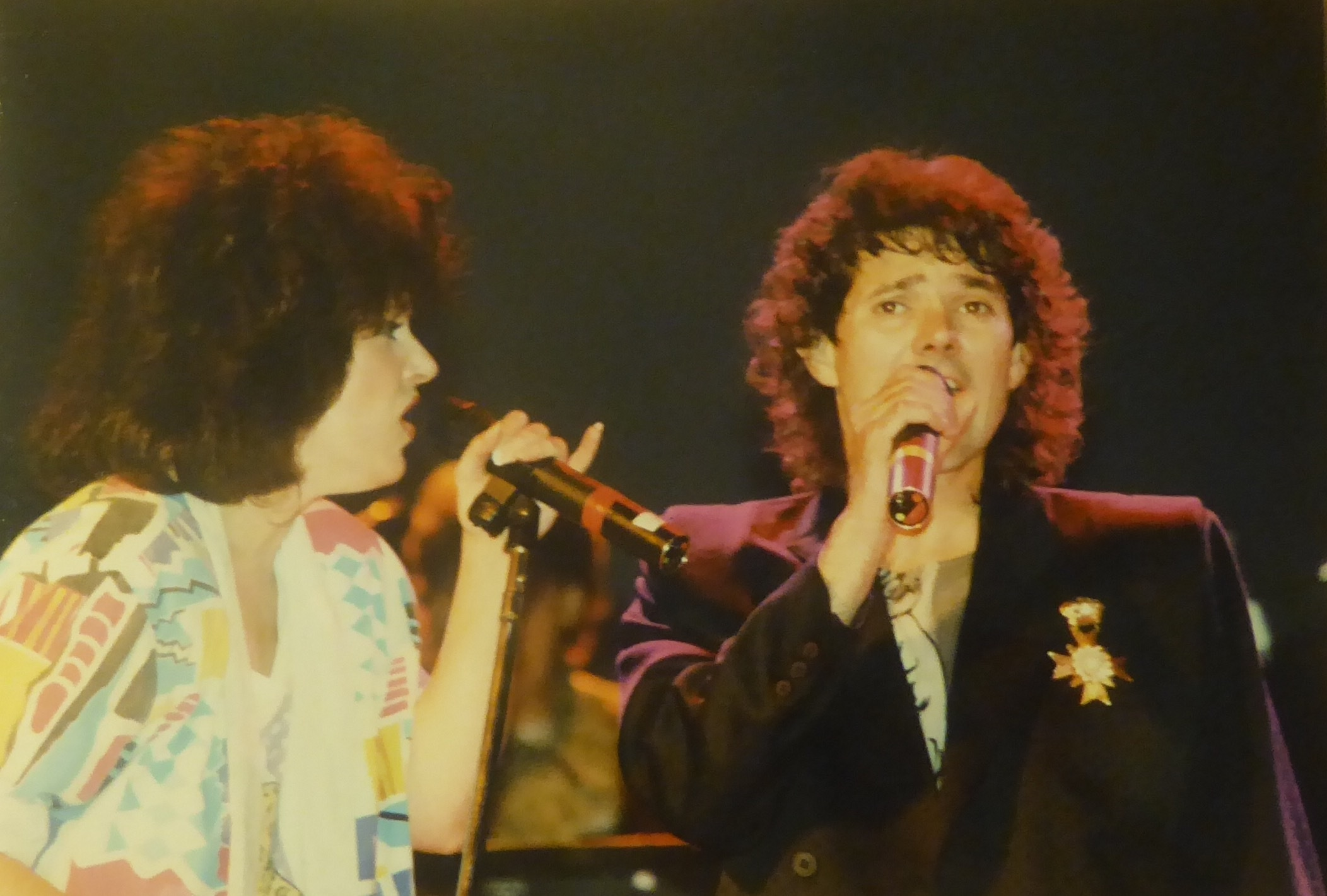
Grace Slick och Mickey Thomas 1985

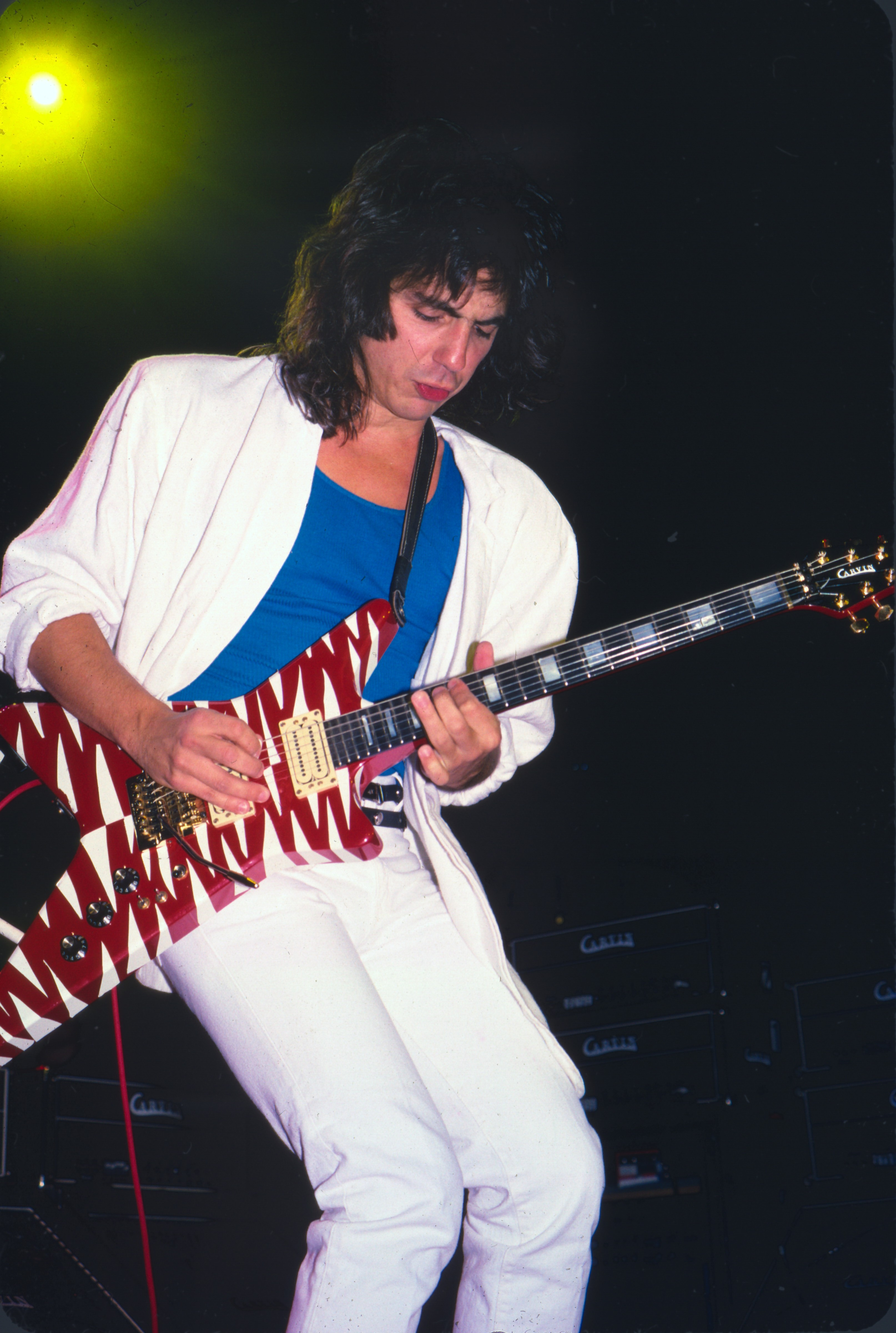
Craig Chaquico med Starship 1986

Starship var ett amerikanskt rockband som bildades 1985 ur spillrorna av Jefferson Starship, som i sin tur var en avnämare till Jefferson Airplane. De kvarvarande medlemmarna fick inte juridisk rätt att använda det längre namnet, och valde därför att kalla sig för Starship. Medlemmar i bandet var Grace Slick, Mickey Thomas, Pete Sears, Craig Chaquico och Donny Baldwin.
Bandet fick snabbt sin dittills största hit under något av bandnamnen med låten "We Built This City" (skriven bland annat av Bernie Taupin), som blev etta både på Billboardlistan och på Trackslistan. Bandet fick ytterligare en USA-etta med balladen "Sara", men deras allra största hit blev den Oscar-nominerade låten "Nothing's Gonna Stop Us Now" ur filmen Skyltdockan (Mannequin), skriven av Diane Warren och Albert Hammond och producerad av Narada Michael Walden. Den blev etta både på Billboardlistan och på Englandslistan, och nådde topp-3 på Trackslistan.
I februari 1988 lämnade Grace Slick bandet för att istället återförenas med Paul Kantner, Jorma Kaukonen och Jack Casady, nu återigen under ursprungsnamnet Jefferson Airplane. Samtidigt fortsatte Starship, nu med Mickey Thomas som ensam vokalist, och övriga bandet bestående av Chaquico, Mark Morgan (keyboards), Brett Bloomfield och Baldwin. 1989 släpptes Love Among the Cannibals som innehöll den mindre hiten "It's Not Enough". 1991 släpptes en samlingsskiva kallad Starship's Greatest Hits (Ten Years and Change 1979-1991) som även innehöll en ny låt, "Good Heart".
Sedan början av 1990-talet har bandet turnerat under namnet Starship starring Mickey Thomas.

## Diskografi
Studioalbum
- Knee Deep in the Hoopla (1985)
- No Protection (1987)
- Love Among the Cannibals (1989)
- Loveless Fascination (2013)

Samlingsalbum
- Starship's Greatest Hits (Ten Years and Change 1979-1991) (1991)
- The Best Of Starship (1993)
- The Very Best of Starship - We Built This City (1997)
- Hits (1998) (Jefferson Airplane / Jefferson Starship / Starship)
- VH1 Behind the Music Collection (2000) (Jefferson Airplane / Jefferson Starship / Starship)
- Greatest Hits (2002) (Jefferson Airplane / Jefferson Starship / Starship)
- Greatest Hits (2003)
- Forever Gold (2003)
- Platinum & Gold Collection (2004)
- No Protection / Love Among the Cannibals (2009)